# مالكوم ستيوارت ليونارد
مالكوم ستيوارت ليونارد هو سياسي كندي، ولد في 4 مارس 1911، وتوفي في 11 نوفمبر 1962. انتخب عضو مجلس نواب نوفا سكوتيا.